# 2020–2021-es UEFA-bajnokok ligája (selejtezők)
A 2020–2021-es UEFA-bajnokok ligája selejtezőit öt fordulóban bonyolították le 2020. augusztus 8. és szeptember 30. között. A bajnoki ágon azok a bajnokcsapatok szerepeltek, amelyek indulási jogot szereztek és nem kerültek közvetlenül a csoportkörbe. A nem bajnoki ágon azok a csapatok szerepeltek, amelyek nem voltak bajnokcsapatok, de indulási jogot szereztek és nem kerültek közvetlenül a csoportkörbe.
A bajnoki ágon 43 csapatból 4, a nem bajnoki ágon 10 csapatból 2 csapat jutott be a 32 csapatos csoportkörbe.

## Lebonyolítás

### Bajnoki ág
A bajnoki ág a következő fordulókat tartalmazza:
- Előselejtező (4 csapat): 4 csapat lépett be a körben.
- 1. selejtezőkör (34 csapat): 33 csapat lépett be a körben, és 1 győztes az előselejtezőből.
- 2. selejtezőkör (20 csapat): 4 csapat lépett be a körben, és 16 győztes az 1. selejtezőkörből.
- 3. selejtezőkör (10 csapat): 10 győztes a 2. selejtezőkörből.
- Rájátszás (8 csapat): : 3 csapat lépett be a körben, és 5 győztes a 3. selejtezőkörből.

A rájátszás 4 győztes csapata továbbjutott a csoportkörbe.
A vesztes csapatok átkerültek az Európa-ligába a következők szerint:
- Az előselejtező 3 vesztes csapata és az 1. selejtezőkör 16 vesztes csapata átkerült a bajnoki ág 2. selejtezőkörébe.
- A 2. selejtezőkör 10 vesztes csapatából
  - 8 átkerült a bajnoki ág 3. selejtezőkörébe.
  - 2, sorsolással eldöntött csapat átkerült a bajnoki ág rájátszásába.
- A 3. selejtezőkör 5 vesztes csapata átkerült a bajnoki ág rájátszásába.
- A rájátszás 4 vesztes csapata átkerült a csoportkörbe.

### Nem bajnoki ág
A nem bajnoki ág a következő fordulókat tartalmazza:
- 2. selejtezőkör (6 csapat): 6 csapat lépett be a körben.
- 3. selejtezőkör (6 csapat): 3 csapat lépett be a körben, és 3 győztes a 2. selejtezőkörből.
- Rájátszás (4 csapat): : 4 győztes a 3. selejtezőkörből.

A rájátszás 2 győztes csapata továbbjutott a csoportkörbe.
A vesztes csapatok átkerültek az Európa-ligába a következők szerint:
- A 2. selejtezőkör 3 vesztes csapata átkerült a főág 3. selejtezőkörébe.
- A 3. selejtezőkör 3 vesztes csapata és a rájátszás 2 vesztes csapata átkerült a csoportkörbe.

## Formátum
A Covid19-pandémia miatt az UEFA megváltoztatta a formátumot. A rájátszást megelőző valamennyi fordulóban egy mérkőzés döntött a továbbjutásról, a pályaválasztóról sorsolás döntött, kivéve az előselejtezőt, amelyet semleges helyszínen játszottak. Ha a rendes játékidőben döntetlen volt az eredmény, akkor hosszabbítás következett, ha ezt követően is döntetlen volt az állás, akkor büntetőpárbaj döntött a győztesről.
A rájátszás forduló párosításait oda-visszavágós rendszerben játszották. Mindkét csapat játszott egyszer pályaválasztóként. A két találkozó végén az összesítésben jobbnak bizonyuló csapat jutott tovább a következő körbe. Ha az összesítésnél az eredmény döntetlen volt, akkor az idegenben több gólt szerző csapat jutott tovább. Amennyiben az idegenben lőtt gólok száma is azonos volt, akkor 30 perces hosszabbítást játszottak a visszavágó rendes játékidejének lejárta után. Ha a 2x15 perces hosszabbításban gólt/gólokat szerzett mindkét együttes, és az összesített állás egyenlő volt, akkor a vendég csapat jutott tovább idegenben szerzett góllal/gólokkal. Gólnélküli hosszabbítás esetén büntetőpárbajra került sor.
A sorsolásoknál az UEFA-együtthatók alapján a csapatokat kiemelt és nem kiemelt csapatokra osztották a 2020-as UEFA klubkoefficiens alapján. HA valamely csapatnak a koefficiense nem volt végleges a sorsolás előtt, akkor az addig lejátszott 2019–20-as UEFA Bajnokok Ligája és Európa Liga eredményeket vették figyelembe. A kiemelt csapat egy nem kiemelt csapatot kapott ellenfélül, az elsőként sorsolt csapat volt a pályaválasztó. Ha a sorsoláskor a csapat kiléte nem volt ismert, akkor az adott párosításban a magasabb együtthatót vették alapul. A sorsolások előtt az UEFA csoportokat alakított ki, amelyeknek a lebonyolítás szempontjából nincs jelentősége. Azonos nemzetű együttesek, illetve politikai okok miatt, az UEFA által eldöntött esetekben nem voltak sorsolhatók egymással.
A COVID–19-pandémia miatt a következő speciális szabályokat alkalmazzák:
- A sorsolások előtt az UEFA közzéteszi az ismert utazási korlátozásokat. Mindegyik csapatnak kötelező jelentenie az UEFA felé, ha a közzétettektől eltérő, más létező korlátozás van érvényben. Ha egy csapat ezt elmulasztja, aminek következtében a mérkőzés nem játszható le, akkor a csapat felelősnek tekinthető, és emiatt elvesztette a mérkőzést.
- Ha a hazai csapat országa által bevezetett utazási korlátozások miatt a vendégcsapat nem tud belépni az országba, akkor a hazai csapatnak alternatív helyszínt kell javasolnia, amely lehetővé teszi a mérkőzés korlátozások nélküli lejátszását. Ellenkező esetben a csapat felelősnek tekinthető, és emiatt elvesztette a mérkőzést.
- Ha a vendég csapat országa által bevezetett utazási korlátozások miatt a vendégcsapat nem tud távozni vagy visszatérni az országba, akkor a hazai csapatnak alternatív helyszínt kell javasolnia, amely lehetővé teszi a mérkőzés korlátozások nélküli lejátszását. Ellenkező esetben az UEFA dönt a helyszínről.
- Ha a sorsolás után a hazai vagy a vendég csapat országa által bevezetett új korlátozások megakadályozzák a mérkőzés megrendezését, akkor az ország csapata elvesztette a mérkőzést.
- Ha bármelyik csapat megtagadja a mérkőzés lejátszását, akkor a csapat elvesztette a mérkőzést. Ha mindkét csapat megtagadja a mérkőzés lejátszását, vagy felelős azért, mert a mérkőzés nem játszható le, akkor mindkét csapat kizárásra kerül.
- Ha egy csapatban olyan játékosok és/vagy tisztviselők vannak, akiknek a COVID–19 teszteredményük pozitív, és amely miatt a mérkőzés nem játszható le az UEFA által meghatározott határidő előtt, akkor a csapat elvesztette a mérkőzést.
- A két csapat minden esetben megállapodhat abban, hogy a mérkőzést a vendég csapat országában vagy semleges országban játsszák le, az UEFA jóváhagyása mellett. Az UEFA felülbírálhatja a klubokat a mérkőzés helyszínéről, vagy szükség esetén a mérkőzés időpontjáról is.
- Ha valamilyen okból a selejtező és a rájátszás nem fejeződik be az UEFA által meghatározott határidő előtt, akkor az UEFA dönt a csoportkörbe jutó csapatok meghatározásának alapelveiről.

Négy ország (Lengyelország, Magyarország, Görögország és Ciprus) semleges helyszíneket biztosított, amelyek korlátozások nélkül lehetővé teszik a mérkőzések lejátszását.

## Fordulók és időpontok
A mérkőzések időpontjai a következők (az összes sorsolást az UEFA székházában Nyonban, Svájcban tartják.)
A torna eredetileg 2020 júniusában kezdődött volna, de a Covid19-pandémia miatt később kezdődik. Az új naptárat 2020. június 17-én tette közzé az UEFA.
A selejtezőkör első három fordulójának továbbjutóiról egy mérkőzés döntött, a pályaválasztóról sorsolás döntött. Valamennyi mérkőzést zárt kapuk mögött játszották.
| Forduló      | Sorsolás dátuma     | 1. mérkőzés                    | 2. mérkőzés                 |
| ------------ | ------------------- | ------------------------------ | --------------------------- |
| Előselejtező | 2020. július 17.    | 2020. augusztus 8. (elődöntők) | 2020. augusztus 11. (döntő) |
| 1. forduló   | 2020. augusztus 9.  | 2020. augusztus 18–19.         | nincs                       |
| 2. forduló   | 2020. augusztus 10. | 2020. augusztus 25–26.         | nincs                       |
| 3. forduló   | 2020. augusztus 31. | 2020. szeptember 15–16.        | nincs                       |
| Rájátszás    | 2020. szeptember 1. | 2020. szeptember 22–23.        | 2020. szeptember 29–30.     |

## Előselejtezők
Az előselejtező sorsolását 2020. július 17-én, 12 órától tartották.

### Előselejtező, kiemelés
Az első selejtezőkörben 4 csapat játszott a továbbjutásért. Sorsolás előtt a csapatok UEFA-együtthatója alapján sorba rendezték a résztvevőket, majd minden kiemelthez egy-egy kiemelés nélkülit párosítottak.
| Kiemelt            | Nem kiemelt                         |
| ------------------ | ----------------------------------- |
| - Linfield - Drita | - Inter Club d’Escaldes - Tre Fiori |

### Előselejtező, párosítások
Az elődöntőket 2020. augusztus 8-án játszották. A döntő időpontja 2020. augusztus 11-e lett volna, de nem játszották le.

| 1. csapat | Eredmény      | 2. csapat             |
| --------- | ------------- | --------------------- |
| Elődöntők |               |                       |
| Tre Fiori | 0–2           | Linfield              |
| Drita     | 2–1           | Inter Club d’Escaldes |
| Döntő     |               |                       |
| Drita     | 0–3 (áll.)[A] | Linfield              |

↑ A A Drita–Linfield mérkőzést nem játszották le, mert a Drita két játékosának COVID–19 teszteredménye pozitív volt, és a svájci hatóságok a teljes csapatot karanténra kötelezték. A Linfield 3–0 arányú megállapított eredménnyel nyerte a találkozót. 

### Előselejtező, elődöntők
| 2020. augusztus 8. 15:00 |

| Tre Fiori | 0–2               | Linfield              |
| --------- | ----------------- | --------------------- |
|           | (0–0) Jegyzőkönyv | Héry 71' Manzinga 83' |

| Colovray Stadium, Nyon Játékvezető: Berke Balázs (magyar) |

| 2020. augusztus 8. 18:00 |

| Drita                       | 2–1               | Inter Club d’Escaldes |
| --------------------------- | ----------------- | --------------------- |
| X. Shabani 21' Namani 45+3' | (2–1) Jegyzőkönyv | García 29'            |

| Colovray Stadium, Nyon Játékvezető: Robert Jenkins (walesi) |

### Előselejtező, döntő
| 2020. augusztus 11. 18:00 |

| Drita | 0–3 (megállapított) | Linfield |
| ----- | ------------------- | -------- |
|       | Jegyzőkönyv         |          |

| Colovray Stadium, Nyon Játékvezető: Ioannis Papadopoulos (görög) |

## 1. selejtezőkör
Az 1. selejtezőkör sorsolását 2020. augusztus 9-én, 12 órától tartották.

### 1. selejtezőkör, kiemelés
Az 1. selejtezőkörben 34 csapat vett részt. 33 csapat lépett be ebben a körben és 1 továbbjutó volt az előselejtezőből. A kiemelés a klubok együtthatói alapján történt. A csapatokat öt csoportra osztották. Az elsőként kisorsolt csapat volt a pályaválasztó.
- T: Az előselejtezőkörből továbbjutott csapat, a sorsoláskor nem volt ismert.

| 1. csoport                                               | 1. csoport                               | 2. csoport                                     | 2. csoport                                  | 3. csoport                               | 3. csoport                                        |
| Kiemelt                                                  | Nem kiemelt                              | Kiemelt                                        | Nem kiemelt                                 | Kiemelt                                  | Nem kiemelt                                       |
| -------------------------------------------------------- | ---------------------------------------- | ---------------------------------------------- | ------------------------------------------- | ---------------------------------------- | ------------------------------------------------- |
| - Celtic - Legia Warszawa - Ferencváros                  | - Djurgårdens IF - Linfield (T) - KR     | - Crvena zvezda - Sheriff Tiraspol - Sarajevo  | - Fola Esch - Connah’s Quay Nomads - Europa | - Ludogorets Razgrad - CFR Cluj - Omónia | - Budućnost Podgorica - Ararat-Armenia - Floriana |
| 4. csoport                                               | 4. csoport                               | 5. csoport                                     | 5. csoport                                  |                                          |                                                   |
| Kiemelt                                                  | Nem kiemelt                              | Kiemelt                                        | Nem kiemelt                                 |                                          |                                                   |
| - Asztana - Qarabağ - Makkabi Tel-Aviv - Dinamo Tbiliszi | - Dinama Breszt - Riga - Tirana - Sileks | - Molde - Dundalk - Slovan Bratislava - Sūduva | - Flora - KÍ - Celje - KuPS                 |                                          |                                                   |

### 1. selejtezőkör, párosítások
A mérkőzéseket 2020. augusztus 18-án és 19-én játszották.
| 1. csapat            | Eredmény            | 2. csapat         |
| -------------------- | ------------------- | ----------------- |
| Ferencváros          | 2–0                 | Djurgårdens IF    |
| Celtic               | 6–0                 | KR                |
| Legia Warszawa       | 1–0                 | Linfield          |
| Sheriff Tiraspol     | 2–0                 | Fola Esch         |
| Connah’s Quay Nomads | 0–2                 | Sarajevo          |
| Crvena zvezda        | 5–0                 | Europa            |
| Budućnost Podgorica  | 1–3                 | Ludogorec Razgrad |
| Ararat-Armenia       | 0–1 (h.u.)          | Omónia            |
| Floriana             | 0–2                 | CFR Cluj          |
| Makkabi Tel-Aviv     | 2–0                 | Riga              |
| Qarabağ              | 4–0                 | Sileks            |
| Dinamo Tbiliszi      | 0–2                 | Tirana            |
| Dinama Breszt        | 6–3                 | Asztana           |
| Molde                | 5–0                 | KuPS              |
| Flora                | 1–1 (h.u.) (t. 2–4) | Sūduva            |
| Celje                | 3–0                 | Dundalk           |
| KÍ                   | 3–0 (áll.)[B]       | Slovan Bratislava |

↑ B A KÍ–Slovan Bratislava mérkőzést augusztus 19-én nem játszották le, mert a Slovan Bratislava egyik stábtagjának a COVID–19 teszteredménye pozitív volt, és a feröeri hatóságok a teljes csapatot karanténra kötelezték. Az augusztus 21-ére halasztott mérkőzést sem játszották le, mert a Slovan Bratislava  egyik játékosának a COVID–19 teszteredménye pozitív volt. A KÍ 3–0 arányú megállapított eredménnyel nyerte a találkozót. 

### 1. selejtezőkör, mérkőzések
| 2020. augusztus 19. 19:00 |

| Ferencváros   | 2–0               | Djurgårdens IF |
| ------------- | ----------------- | -------------- |
| Nguen 33' 62' | (1–0) Jegyzőkönyv |                |

| Groupama Aréna, Budapest Játékvezető: Fedayi San (svájci) |

| 2020. augusztus 18. 20:45 (19:45 BST) |

| Celtic                                                                            | 6–0               | KR |
| --------------------------------------------------------------------------------- | ----------------- | -- |
| Elyounoussi 6' 90+1' Aðalsteinsson 17' (öngól) Jullien 31' Taylor 46' Édouard 72' | (3–0) Jegyzőkönyv |    |

| Celtic Park, Glasgow Játékvezető: Sebastian Gishamer (osztrák) |

| 2020. augusztus 18. 19:00 |

| Legia Warszawa | 1–0               | Linfield |
| -------------- | ----------------- | -------- |
| Kanté 82'      | (0–0) Jegyzőkönyv |          |

| Lengyel Hadsereg Stadion, Varsó Játékvezető: Nicolas Laforge (belga) |

| 2020. augusztus 19. 20:00 (21:00 EEST) |

| Sheriff Tiraspol    | 2–0               | Fola Esch |
| ------------------- | ----------------- | --------- |
| Abang 36' Lukić 80' | (1–0) Jegyzőkönyv |           |

| Sheriff Stadion, Tiraspol Játékvezető: Berke Balázs (magyar) |

| 2020. augusztus 19. 20:00 (19:00 BST) |

| Connah’s Quay Nomads | 0–2               | Sarajevo      |
| -------------------- | ----------------- | ------------- |
|                      | (0–1) Jegyzőkönyv | Tatar 16' 65' |

| Cardiff City Stadion, Cardiff Játékvezető: Jamie Robinson |

| 2020. augusztus 18. 21:00 |

| Crvena zvezda                            | 5–0               | Europa |
| ---------------------------------------- | ----------------- | ------ |
| Ben Nabouhane 35' 44' 52' Ivanić 78' 87' | (2–0) Jegyzőkönyv |        |

| Rajko Mitić Stadion, Belgrád Játékvezető: Timotheos Christofi (ciprusi) |

| 2020. augusztus 19. 20:00 |

| Budućnost Podgorica | 1–3               | Ludogorec Razgrad                    |
| ------------------- | ----------------- | ------------------------------------ |
| Ćuković 31'         | (1–2) Jegyzőkönyv | Higinio 12' Tchibota 25' Cauly 90+3' |

| Podgorica városi stadion, Podgorica Játékvezető: Karakó Ferenc (magyar) |

| 2020. augusztus 19. 17:00 (19:00 AMT) |

| Ararat-Armenia | 0–1 (h. u.)                 | Omónia     |
| -------------- | --------------------------- | ---------- |
|                | (0–0, 0–0, 0–1) Jegyzőkönyv | Thiago 94' |

| Football Academy Stadium, Jereván Játékvezető: Viktor Shimusik (fehérorosz) |

| 2020. augusztus 19. 21:00 |

| Floriana | 0–2               | CFR Cluj                 |
| -------- | ----------------- | ------------------------ |
|          | (0–0) Jegyzőkönyv | Cestor 53' Golofca 90+7' |

| Centenary Stadium, Ta’ Qali Játékvezető: Laurent Kopriwa (luxemburgi) |

| 2020. augusztus 19. 19:00 (20:00 IDT) |

| Makkabi Tel-Aviv                       | 2–0               | Riga |
| -------------------------------------- | ----------------- | ---- |
| Blackman 58' (11-esből) 88' (11-esből) | (0–0) Jegyzőkönyv |      |

| Bloomfield Stadion, Tel-Aviv Játékvezető: Igor Pajač (horvát) |

| 2020. augusztus 18. 18:00 (20:00 AZT) |

| Qarabağ                                | 4–0               | Sileks |
| -------------------------------------- | ----------------- | ------ |
| Romero 11' Guerrier 40' 51' Emreli 80' | (2–0) Jegyzőkönyv |        |

| Tofik Bahramov Stadion, Baku Játékvezető: Yaroslav Kozyk (ukrán) |

| 2020. augusztus 19. 19:00 (21:00 GET) |

| Dinamo Tbiliszi | 0–2               | Tirana                       |
| --------------- | ----------------- | ---------------------------- |
|                 | (0–1) Jegyzőkönyv | Torassa 45+4' Ismailgeci 86' |

| Borisz Paicsadze Stadion, Tbiliszi Játékvezető: Roomer Tarajev (észt) |

| 2020. augusztus 18. 20:00 (21:00 FET) |

| Dinama Breszt                                              | 6–3               | Asztana                                |
| ---------------------------------------------------------- | ----------------- | -------------------------------------- |
| Hardzejcsuk 16' 22' Pyachenin 17' Sedko 37' Diallo 55' 90' | (4–1) Jegyzőkönyv | Tomasov 45' Rotariu 53' Beisebekov 87' |

| Regional Sport Complex, Breszt Játékvezető: Tomasz Musiał (lengyel) |

| 2020. augusztus 19. 18:00 |

| Molde                                                                | 5–0               | KuPS |
| -------------------------------------------------------------------- | ----------------- | ---- |
| Hestad 26' Wolff Eikram 37' Omoijuanfo 65' Pedersen 87' Knudtzon 89' | (2–0) Jegyzőkönyv |      |

| Aker Stadion, Molde Játékvezető: Bryn Markham-Jones (walesi) |

| 2020. augusztus 19. 18:30 (19:30 EEST) |

| Flora                                | 1–1                         | Sūduva                               |
| ------------------------------------ | --------------------------- | ------------------------------------ |
| Sappinen 49'                         | (0–0, 1–1, 1–1) Jegyzőkönyv | Topčagić 78' (11-esből)              |
| Büntetőpárbaj                        |                             |                                      |
| Vassiljev Sappinen Järvelaid Soomets | 2–4                         | Švrljuga Šabala Tadić Pušić Topčagić |

| A. Le Coq Arena, Tallinn Játékvezető: Nejc Kajtazović (szlovén) |

| 2020. augusztus 19. 19:00 |

| Celje                                 | 3–0               | Dundalk |
| ------------------------------------- | ----------------- | ------- |
| Kerin 43' Vizinger 89' Dangubić 90+5' | (1–0) Jegyzőkönyv |         |

| Szusza Ferenc Stadion, Budapest (Magyarország) Játékvezető: Vítor Ferreira (portugál) |

| 2020. augusztus 21. 20:00 (19:00 WEST) |

| KÍ | 3–0 (megállapított) | Slovan Bratislava |
| -- | ------------------- | ----------------- |
|    | Jegyzőkönyv         |                   |

| Við Djúpumýrar, Klaksvík Játékvezető: Kristoffer Hagenes (norvég) |

## 2. selejtezőkör
A 2. selejtezőkör sorsolását 2020. augusztus 10-én, 12 órakor tartották.

### 2. selejtezőkör, kiemelés
A 2. selejtezőkörben összesen 26 csapat vett részt, kettéosztva a bajnoki ágon és a nem bajnoki ágon. 
- Bajnoki ág: 3 csapat lépett be ebben a körben és 17 továbbjutó volt az 1. selejtezőkörből.
- Nem bajnoki ág: 6 csapat lépett be ebben a körben.

A kiemelés a klubok együtthatói alapján történt. Az elsőként kisorsolt csapat volt a pályaválasztó.
- T: Az 1. selejtezőkörből továbbjutott csapat, a sorsoláskor nem volt ismert.
- A dőlt betűvel írt csapatok az előselejtezőkörben egy magasabb együtthatóval rendelkező csapat ellen győztek, és az ellenfél együtthatóját hozták magukkal.

| Bajnoki ág                                | Bajnoki ág                                | Bajnoki ág                                              | Bajnoki ág                            | Bajnoki ág                                                                     | Bajnoki ág                                                       |
| 1. csoport                                | 1. csoport                                | 2. csoport                                              | 2. csoport                            | 3. csoport                                                                     | 3. csoport                                                       |
| Kiemelt                                   | Nem kiemelt                               | Kiemelt                                                 | Nem kiemelt                           | Kiemelt                                                                        | Nem kiemelt                                                      |
| ----------------------------------------- | ----------------------------------------- | ------------------------------------------------------- | ------------------------------------- | ------------------------------------------------------------------------------ | ---------------------------------------------------------------- |
| - Celtic (T) - Dinamo Zagreb - Young Boys | - CFR Cluj (T) - Ferencváros (T) - KÍ (T) | - Legia Warszawa (T) - Makkabi Tel-Aviv (T) - Molde (T) | - Celje (T) - Sūduva (T) - Omónia (T) | - Dinama Breszt (T) - Ludogorets Razgrad (T) - Crvena zvezda (T) - Qarabağ (T) | - Midtjylland - Sheriff Tiraspol (T) - Sarajevo (T) - Tirana (T) |

| Nem bajnoki ág                           | Nem bajnoki ág           |
| Kiemelt                                  | Nem kiemelt              |
| ---------------------------------------- | ------------------------ |
| - Beşiktaş - Viktoria Plzeň - Rapid Wien | - PAÓK - AZ - Lokomotiva |

### 2. selejtezőkör, párosítások
A mérkőzéseket 2020. augusztus 25-én és 26-án játszották.
| 1. csapat         | Eredmény            | 2. csapat        |
| ----------------- | ------------------- | ---------------- |
| Bajnoki ág        |                     |                  |
| CFR Cluj          | 2–2 (h.u.) (t. 5–6) | Dinamo Zagreb    |
| Young Boys        | 3–1                 | KÍ               |
| Celtic            | 1–2                 | Ferencváros      |
| Sūduva            | 0–3                 | Makkabi Tel-Aviv |
| Legia Warszawa    | 0–2 (h.u.)          | Omónia           |
| Celje             | 1–2                 | Molde            |
| Ludogorec Razgrad | 0–1                 | Midtjylland      |
| Dinama Breszt     | 2–1                 | Sarajevo         |
| Qarabağ           | 2–1                 | Sheriff Tiraspol |
| Tirana            | 0–1                 | Crvena zvezda    |
| Nem bajnoki ág    |                     |                  |
| AZ                | 3–1 (h.u.)          | Viktoria Plzeň   |
| PAÓK              | 3–1                 | Beşiktaş         |
| Lokomotiva        | 0–1                 | Rapid Wien       |

### 2. selejtezőkör, mérkőzések
| 2020. augusztus 26. 20:00 (21:00 EEST) |

| CFR Cluj                                              | 2–2 (h. u.)                 | Dinamo Zagreb                                            |
| ----------------------------------------------------- | --------------------------- | -------------------------------------------------------- |
| Pereira 64' Debeljuh 90+3'                            | (0–1, 2–2, 2–2) Jegyzőkönyv | Gojak 14' Kastrati 78'                                   |
| Büntetőpárbaj                                         |                             |                                                          |
| Paulo Vinícius Đoković Rondón Sušić Golofca Deac Boli | 5–6                         | Petković Leovac Ademi Stojanović Gojak Dilaver Gvardiol} |

| Stadionul Dr. Constantin Rădulescu, Kolozsvár Játékvezető: António Nobre (portugál) |

| 2020. augusztus 26. 20:15 |

| Young Boys                           | 3–1               | KÍ                |
| ------------------------------------ | ----------------- | ----------------- |
| Nsame 51' Sulejmani 57' Ngamaleu 82' | (0–0) Jegyzőkönyv | J. Johannesen 79' |

| Stadion Wankdorf, Bern Játékvezető: Athanasios Tzilos (görög) |

| 2020. augusztus 26. 20:45 (19:45 BST) |

| Celtic       | 1–2               | Ferencváros        |
| ------------ | ----------------- | ------------------ |
| Christie 53' | (0–1) Jegyzőkönyv | Sigér 7' Nguen 75' |

| Celtic Park, Glasgow Játékvezető: Allard Lindhout (holland) |

| 2020. augusztus 26. 18:00 (19:00 EEST) |

| Sūduva | 0–3               | Makkabi Tel-Aviv                       |
| ------ | ----------------- | -------------------------------------- |
|        | (0–1) Jegyzőkönyv | Rikan 30' Blackman 73' Davidzada 90+2' |

| Sūduva stadion, Marijampolė Játékvezető: Rade Obrenovič (szlovén) |

| 2020. augusztus 26. 20:00 |

| Legia Warszawa | 0–2 (h. u.)                 | Omónia                           |
| -------------- | --------------------------- | -------------------------------- |
|                | (0–0, 0–0, 0–1) Jegyzőkönyv | Gómez 92' (11-esből) Thiago 107' |

| Lengyel Hadsereg Stadion, Varsó Játékvezető: Nathan Verboomen (belga) |

| 2020. augusztus 26. 18:00 |

| Celje      | 1–2               | Molde                 |
| ---------- | ----------------- | --------------------- |
| Lotrič 38' | (1–0) Jegyzőkönyv | Hussain 57' James 74' |

| Stadion Z'dežele, Celje Játékvezető: Jochem Kamphuis (holland) |

| 2020. augusztus 26. 19:30 (20:30 EEST) |

| Ludogorec Razgrad | 0–1               | Midtjylland        |
| ----------------- | ----------------- | ------------------ |
|                   | (0–0) Jegyzőkönyv | Júnior Brumado 77' |

| Huvepharma Arena, Razgrad Játékvezető: Denys Shurman (ukrán) |

| 2020. augusztus 26. 20:00 (21:00 FET) |

| Dinama Breszt            | 2–1               | Sarajevo      |
| ------------------------ | ----------------- | ------------- |
| Gordeichuk 3' Diallo 49' | (1–1) Jegyzőkönyv | Đokanović 34' |

| Regional Sport Complex, Breszt Játékvezető: Loukas Sotiriou (ciprusi) |

| 2020. augusztus 26. 18:00 (20:00 AZT) |

| Qarabağ                         | 2–1               | Sheriff Tiraspol |
| ------------------------------- | ----------------- | ---------------- |
| Matić 22' (11-esből) Emreli 63' | (1–0) Jegyzőkönyv | Castañeda 78'    |

| Tofik Bahramov Stadion, Baku Játékvezető: Furkat Atazhanov (kazak) |

| 2020. augusztus 25. 20:00 |

| Tirana | 0–1               | Crvena zvezda |
| ------ | ----------------- | ------------- |
|        | (0–0) Jegyzőkönyv | Tomané 62'    |

| Air Albania Stadium, Tirana Játékvezető: Kaspar Sjöberg (svéd) |

| 2020. augusztus 26. 16:30 |

| AZ                                                | 3–1 (h. u.)                 | Viktoria Plzeň |
| ------------------------------------------------- | --------------------------- | -------------- |
| Koopmeiners 90+5' (11-esből) Guðmundsson 98' 118' | (0–0, 1–1, 2–1) Jegyzőkönyv | Limberský 78'  |

| AFAS Stadion, Alkmaar Játékvezető: Luís Godinho (portugál) |

| 2020. augusztus 25. 20:00 (21:00 EEST) |

| PAÓK                     | 3–1               | Beşiktaş  |
| ------------------------ | ----------------- | --------- |
| Tzolis 7' 24' Pelkas 30' | (3–1) Jegyzőkönyv | Larin 37' |

| Túmbasz Stadion, Szaloniki Játékvezető: Daniele Doveri (olasz) |

| 2020. augusztus 26. 19:00 |

| Lokomotiva | 0–1               | Rapid Wien |
| ---------- | ----------------- | ---------- |
|            | (0–1) Jegyzőkönyv | Kara 32'   |

| Stadion Kranjčevićeva, Zágráb Játékvezető: Juan Martínez Munuera (spanyol) |

## 3. selejtezőkör
A 3. selejtezőkör sorsolását 2020. augusztus 31-én 12 órától tartották.

### 3. selejtezőkör, kiemelés
A 3. selejtezőkörben összesen 16 csapat vett részt, kettéosztva a bajnoki ágon és a nem bajnoki ágon. 
- Bajnoki ág: 10 továbbjutó volt a 2. selejtezőkörből.
- Nem bajnoki ág: 3 csapat lépett be ebben a körben és 3 továbbjutó volt a 2. selejtezőkörből.

A kiemelés a klubok együtthatói alapján történt. Az elsőként kisorsolt csapat volt a pályaválasztó.
- T: A 2. selejtezőkörből továbbjutott csapat, a sorsoláskor nem volt ismert.

| - Dinamo Zagreb (T) - Young Boys (T) - Crvena zvezda (T) - Qarabağ (T) - Makkabi Tel-Aviv (T) | - Molde (T) - Midtjylland (T) - Ferencváros (T) - Omónia (T) - Dinama Breszt (T) |

| Nem bajnoki ág                  | Nem bajnoki ág           |
| Kiemelt                         | Nem kiemelt              |
| ------------------------------- | ------------------------ |
| - Benfica - Dinamo Kijiv - Gent | - Rapid Wien - PAÓK - AZ |

### 3. selejtezőkör, párosítások
A mérkőzéseket 2020. szeptember 15-én és 16-án játszották.

| 1. csapat        | Eredmény            | 2. csapat     |
| ---------------- | ------------------- | ------------- |
| Bajnoki ág       |                     |               |
| Ferencváros      | 2–1                 | Dinamo Zagreb |
| Qarabağ          | 0–0 (h.u.) (t. 5–6) | Molde         |
| Omónia           | 1–1 (h.u.) (t. 4–2) | Crvena zvezda |
| Midtjylland      | 3–0                 | Young Boys    |
| Makkabi Tel-Aviv | 1–0                 | Dinama Breszt |
| Nem bajnoki ág   |                     |               |
| PAÓK             | 2–1                 | Benfica       |
| Dinamo Kijiv     | 2–0                 | AZ            |
| Gent             | 2–1                 | Rapid Wien    |

### 3. selejtezőkör, mérkőzések
| 2020. szeptember 16. 19:00 |

| Ferencváros              | 2–1               | Dinamo Zagreb     |
| ------------------------ | ----------------- | ----------------- |
| Lovrencsics 2' Uzuni 65' | (1–1) Jegyzőkönyv | Uzuni 23' (öngól) |

| Groupama Aréna, Budapest Játékvezető: Tobias Stieler (német) |

| 2020. szeptember 16. 19:00 (20:00 EEST) |

| Qarabağ                                               | 0–0 (h. u.) | Molde                                                  |
| ----------------------------------------------------- | ----------- | ------------------------------------------------------ |
|                                                       | Jegyzőkönyv |                                                        |
| Büntetőpárbaj                                         |             |                                                        |
| Matić Medvedev Andrade Medina Mahammadaliyev Huseynov | 5–6         | Omoijuanfo Aursnes Hestad Christensen Ellingsen Haugen |

| AEK Arena – Georgios Karapatakis, Lárnaka (Ciprus) Játékvezető: Srđan Jovanović (szerb) |

| 2020. szeptember 16. 17:00 (18:00 EEST) |

| Omónia                     | 1–1                         | Crvena zvezda                           |
| -------------------------- | --------------------------- | --------------------------------------- |
| Lüftner 31'                | (1–1, 1–1, 1–1) Jegyzőkönyv | Ivanić 45+1'                            |
| Büntetőpárbaj              |                             |                                         |
| Gómez Gomes Asante Lecjaks | 4–2                         | Gavrić Ben Nabouhane Falcinelli Degenek |

| GSZP Stadion, Nicosia Játékvezető: Chris Kavanagh (angol) |

| 2020. szeptember 16. 20:30 |

| Midtjylland                             | 3–0               | Young Boys |
| --------------------------------------- | ----------------- | ---------- |
| Lefort 51' (öngól) Dreyer 62' Mabil 84' | (0–0) Jegyzőkönyv |            |

| MCH Arena, Herning Játékvezető: Georgi Kabakov (bolgár) |

| 2020. szeptember 16. 19:00 (20:00 IDT) |

| Makkabi Tel-Aviv     | 1–0               | Dinama Breszt |
| -------------------- | ----------------- | ------------- |
| Biton 50' (11-esből) | (0–0) Jegyzőkönyv |               |

| Bloomfield Stadion, Tel-Aviv Játékvezető: Davide Massa (olasz) |

| 2020. szeptember 15. 20:00 (21:00 EEST) |

| PAÓK                        | 2–1               | Benfica    |
| --------------------------- | ----------------- | ---------- |
| Giannoulis 63' Živković 75' | (0–0) Jegyzőkönyv | Rafa 90+4' |

| Túmbasz Stadion, Szaloniki Játékvezető: Felix Brych (német) |

| 2020. szeptember 15. 19:00 (20:00 EEST) |

| Dinamo Kijiv                 | 2–0               | AZ |
| ---------------------------- | ----------------- | -- |
| Rodrigues 49' Shaparenko 86' | (0–0) Jegyzőkönyv |    |

| Olimpiai Stadion, Kijev Játékvezető: Orel Grinfeld (izraeli) |

| 2020. szeptember 15. 20:30 |

| Gent                                | 2–1               | Rapid Wien  |
| ----------------------------------- | ----------------- | ----------- |
| Dorsch 36' Yaremchuk 59' (11-esből) | (1–0) Jegyzőkönyv | Demir 90+3' |

| Ghelamco Arena, Gent Játékvezető: Andreas Ekberg (svéd) |

## Rájátszás
A rájátszás sorsolását 2020. szeptember 1-jén 12 órától tartották.

### Rájátszás, kiemelés
A rájátszásban összesen 12 csapat vett részt, kettéosztva a bajnoki ágon és a nem bajnoki ágon. 
- Bajnoki ág: 3 csapat lépett be ebben a körben és 5 továbbjutó volt a 3. selejtezőkörből.
- Nem bajnoki ág: 1 csapat lépett be ebben a körben és 3 továbbjutó volt a 3. selejtezőkörből.

A kiemelés a klubok együtthatói alapján történt. Az elsőként kisorsolt csapat volt a pályaválasztó.
- T: A 3. selejtezőkörből továbbjutott csapat, a sorsoláskor nem volt ismert.
- A dőlt betűvel írt csapatok az előselejtezőkörben egy magasabb együtthatóval rendelkező csapat ellen győztek, és az ellenfél együtthatóját hozták magukkal.

Orosz és ukrán csapatokat nem sorsolhattak egymással, ezért a Benfica a Krasznodart, a Dinamo Kijiv a Gentet kapta ellenfélül.
| - Red Bull Salzburg - Olimbiakósz - Ferencváros (T) - Slavia Praha | - Midtjylland (T) - Omónia (T) - Molde (T) - Makkabi Tel-Aviv (T) |

| Nem bajnoki ág        | Nem bajnoki ág      |
| Kiemelt               | Nem kiemelt         |
| --------------------- | ------------------- |
| - PAÓK - Dinamo Kijiv | - Gent - Krasznodar |

### Rájátszás, párosítások
Az első mérkőzéseket 2020. szeptember 22-én és 23-án, a visszavágókat szeptember 29-én és 30-án játszották.
| 1. csapat        | Össz.Tooltip Aggregate score | 2. csapat         | 1. mérk. | 2. mérk. |
| ---------------- | ---------------------------- | ----------------- | -------- | -------- |
| Bajnoki ág       |                              |                   |          |          |
| Slavia Praha     | 1–4                          | Midtjylland       | 0–0      | 1–4      |
| Makkabi Tel-Aviv | 2–5                          | Red Bull Salzburg | 1–2      | 1–3      |
| Olimbiakósz      | 2–0                          | Omónia            | 2–0      | 0–0      |
| Molde            | 3–3 (i.g.)                   | Ferencváros       | 3–3      | 0–0      |
| Nem bajnoki ág   |                              |                   |          |          |
| Krasznodar       | 4–2                          | PAÓK              | 2–1      | 2–1      |
| Gent             | 1–5                          | Dinamo Kijiv      | 1–2      | 0–3      |

### Rájátszás, mérkőzések
| 2020. szeptember 22. 21:00 |

| Slavia Praha | 0–0         | Midtjylland |
| ------------ | ----------- | ----------- |
|              | Jegyzőkönyv |             |

| Sinobo Stadion, Prága Játékvezető: Cüneyt Çakır (török) |

| 2020. szeptember 30. 21:00 |

| Midtjylland                                            | 4–1               | Slavia Praha |
| ------------------------------------------------------ | ----------------- | ------------ |
| Kaba 65' Scholz 84' (11-esből) Onyeka 88' Dreyer 90+1' | (0–1) Jegyzőkönyv | Olayinka 3'  |

| MCH Arena, Herning Játékvezető: Damir Skomina (szlovén) |

| 2020. szeptember 22. 21:00 (22:00 IDT) |

| Makkabi Tel-Aviv | 1–2               | Red Bull Salzburg                     |
| ---------------- | ----------------- | ------------------------------------- |
| Biton 9'         | (1–0) Jegyzőkönyv | Szoboszlai 49' (11-esből) Okugawa 57' |

| Bloomfield Stadion, Tel Aviv Játékvezető: Michael Oliver (angol) |

| 2020. szeptember 30. 21:00 |

| Red Bull Salzburg                        | 3–1               | Makkabi Tel-Aviv |
| ---------------------------------------- | ----------------- | ---------------- |
| Daka 16' 68' Szoboszlai 45+4' (11-esből) | (2–1) Jegyzőkönyv | Karzev 30'       |

| Red Bull Arena, Wals-Siezenheim Játékvezető: Felix Brych (német) |

| 2020. szeptember 23. 21:00 (22:00 EEST) |

| Olimbiakósz                            | 2–0               | Omónia |
| -------------------------------------- | ----------------- | ------ |
| Valbuena 69' (11-esből) El-Arabi 90+2' | (0–0) Jegyzőkönyv |        |

| Karaiszkákisz Stadion, Pireusz Játékvezető: Danny Makkelie (holland) |

| 2020. szeptember 29. 21:00 (22:00 EEST) |

| Omónia | 0–0         | Olimbiakósz |
| ------ | ----------- | ----------- |
|        | Jegyzőkönyv |             |

| GSZP Stadion, Nicosia Játékvezető: Antonio Mateu Lahoz (spanyol) |

| 2020. szeptember 23. 21:00 |

| Molde                              | 3–3               | Ferencváros                               |
| ---------------------------------- | ----------------- | ----------------------------------------- |
| James 55' Eikrem 65' Ellingsen 83' | (0–1) Jegyzőkönyv | Boli 7' Uzuni 52' Haratyin 87' (11-esből) |

| Aker Stadion, Molde Játékvezető: Carlos del Cerro Grande (spanyol) |

| 2020. szeptember 29. 21:00 |

| Ferencváros | 0–0         | Molde |
| ----------- | ----------- | ----- |
|             | Jegyzőkönyv |       |

| Groupama Aréna, Budapest Játékvezető: Björn Kuipers (holland) |

| 2020. szeptember 22. 21:00 (22:00 MSK) |

| Krasznodar                          | 2–1               | PAÓK       |
| ----------------------------------- | ----------------- | ---------- |
| Claesson 39' (11-esből) Cabella 70' | (1–1) Jegyzőkönyv | Pelkas 32' |

| Krasznodar Stadion, Krasznodar Játékvezető: Clément Turpin (francia) |

| 2020. szeptember 30. 21:00 (22:00 EEST) |

| PAÓK            | 1–2               | Krasznodar                          |
| --------------- | ----------------- | ----------------------------------- |
| El Kaddouri 77' | (0–0) Jegyzőkönyv | Michailidis 73' (öngól) Cabella 78' |

| Túmbasz Stadion, Szaloniki Játékvezető: Daniele Orsato (olasz) |

| 2020. szeptember 23. 21:00 |

| Gent            | 1–2               | Dinamo Kijiv            |
| --------------- | ----------------- | ----------------------- |
| Kleindienst 41' | (1–1) Jegyzőkönyv | Supriaha 9' De Pena 79' |

| Ghelamco Arena, Gent Játékvezető: Ovidiu Haţegan (román) |

| 2020. szeptember 29. 21:00 (22:00 EEST) |

| Dinamo Kijiv                                                 | 3–0               | Gent |
| ------------------------------------------------------------ | ----------------- | ---- |
| Buyalskyi 9' De Pena 36' (11-esből) Rodrigues 49' (11-esből) | (2–0) Jegyzőkönyv |      |

| Olimpiai Stadion, Kijev Játékvezető: Szymon Marciniak (lengyel) |